# Matsuki Tōkō
Matsuki Tōkō (japanisch 松木 東江, * 1836; † 1. Juli 1891) war ein japanischer Ukiyo-e-Künstler und Verleger (地本問屋, Jihon-doiya oder Jihon-donya) von Farbholzschnitten (錦絵, nishiki-e) während der Meiji-Zeit. Sein Rufname war Heikichi (平吉), sein Künstlername Tōkō (東江).

## Leben
Es wird vermutet, dass er ein Schüler von Kobayashi Kiyochika war. Er war der vierte Inhaber des Verlagshauses Daikokuya Heikichi (大黒屋平吉) in Ryōgoku, Tōkyō. Mit den bei Daikokuya Heikichi verlegten Werken wurde Kiyochika populär. Als Verleger firmierte er auch unter dem Namen Shōjudō (松寿堂) und abgekürzt als Daihei (大平).
Von 1874 bis 1882 war er Vorsitzender des Holzschnittverleger-Verbandes Tōkyō chihon hori-e eigyō kumiai (東京地本彫画営業組合). Ab dem 13. Januar 1876 veröffentlichte er Kiyochikas Debütwerke als Ōban-Triptychen: „[Wirklichkeitsgetreue] Ansicht der Ryōgoku-Brücke, einer der fünf großen Brücken Tōkyōs“ (Tōkyō godai-bashi no ichi Ryōgoku shinkei / 東京五大橋之一 両国真景) und „[Wirklichkeitsgetreue] Ansicht der Edo-Brücke in Tōkyō“ (Tōkyō Edobashi no shinkei / 東京江戸橋之真景). Bis ca. 1879 brachte er rund 20 Tōkyō-Ansichten von Kiyochika heraus.
Im Jahr 1877 veröffentlichte er u. a. auch das Ōban-Triptychon „Darstellung der Seikanron-Debatte [Debatte über die Invasion von Korea]“ (Seikanron no zu / 征韓論之図) von Yōshū Chikanobu. Weitere Künstler, deren Werke er publizierte, waren Utagawa Kunisada II, Utagawa Sadahide, Utagawa Kuniteru II, Utagawa Hiroshige III, Utagawa Kuniaki II, Utagawa Toyonobu und Inoue Yasuji.
Er war auch bekannt für die Herausgabe von Stillleben, Blumen- und Tierbildern (花鳥画, Kachōga). Zwischen 1877 und 1880 veröffentlichte er insgesamt neun solcher Werke von Kiyochika, darunter „Katze mit Laterne“ (Neko ni chōchin / 猫に提灯).

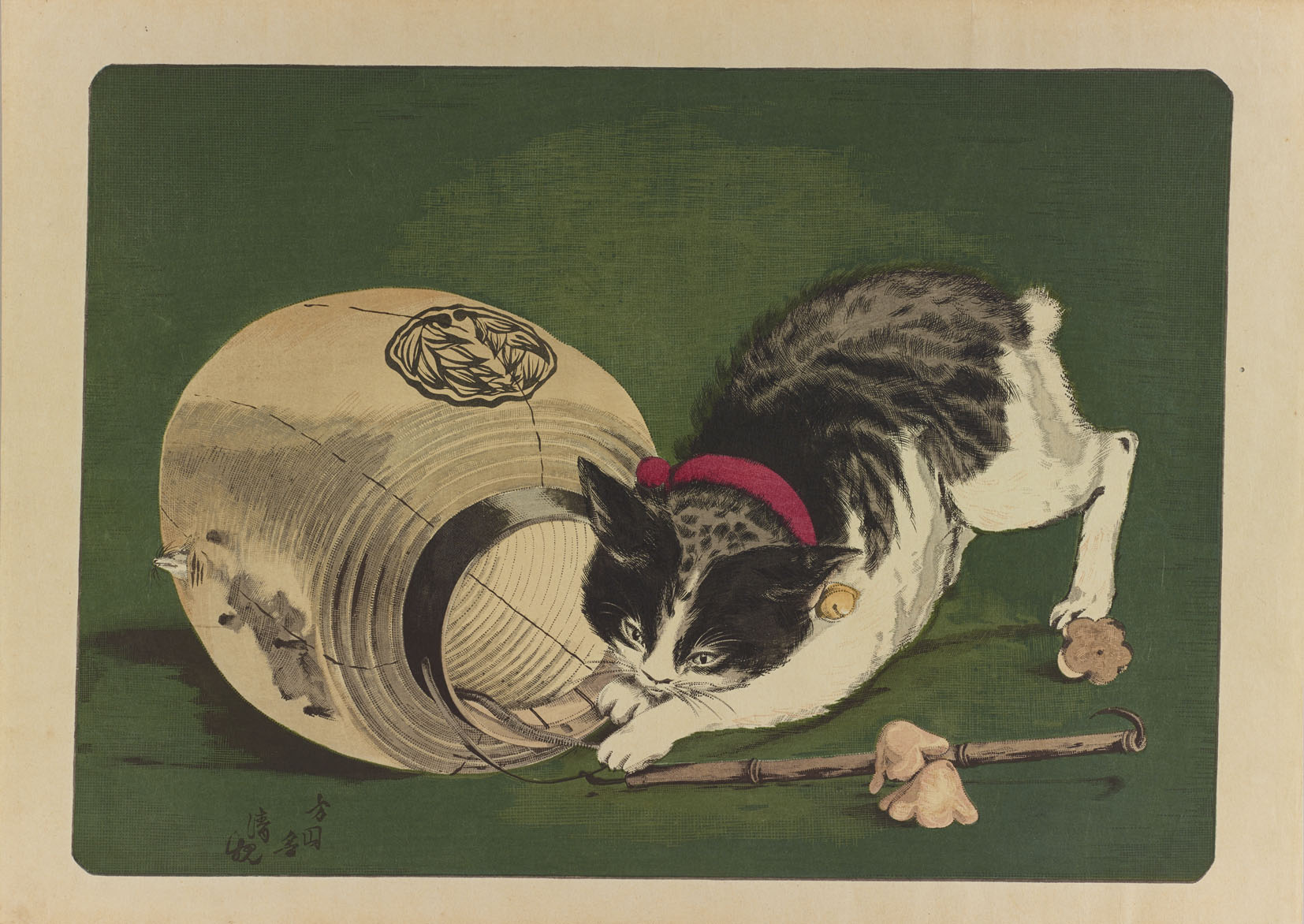
Kobayashi Kiyochika, Katze mit Laterne, 1877 (publiziert durch Matsuki Tōkō)

Im Jahr 1885 übergab er das Familienunternehmen an seinen Nachfolger, den fünften Daikokuya Heikichi. Um 1887 veröffentlichte er noch einige Kaika-e  (開化絵). Er verstarb im Alter von 56 Jahren. Sein Grab befindet sich im Yūshō-in (雄松院) im Stadtbezirk Kōtō, Tōkyō.

## Werke (Auswahl)

### Als Künstler
- Darstellung der großen Schlacht am Fujigawa[4] (Fujikawa daigassen zu / 富士川大合戦図), 1887, Ōban-Triptychon

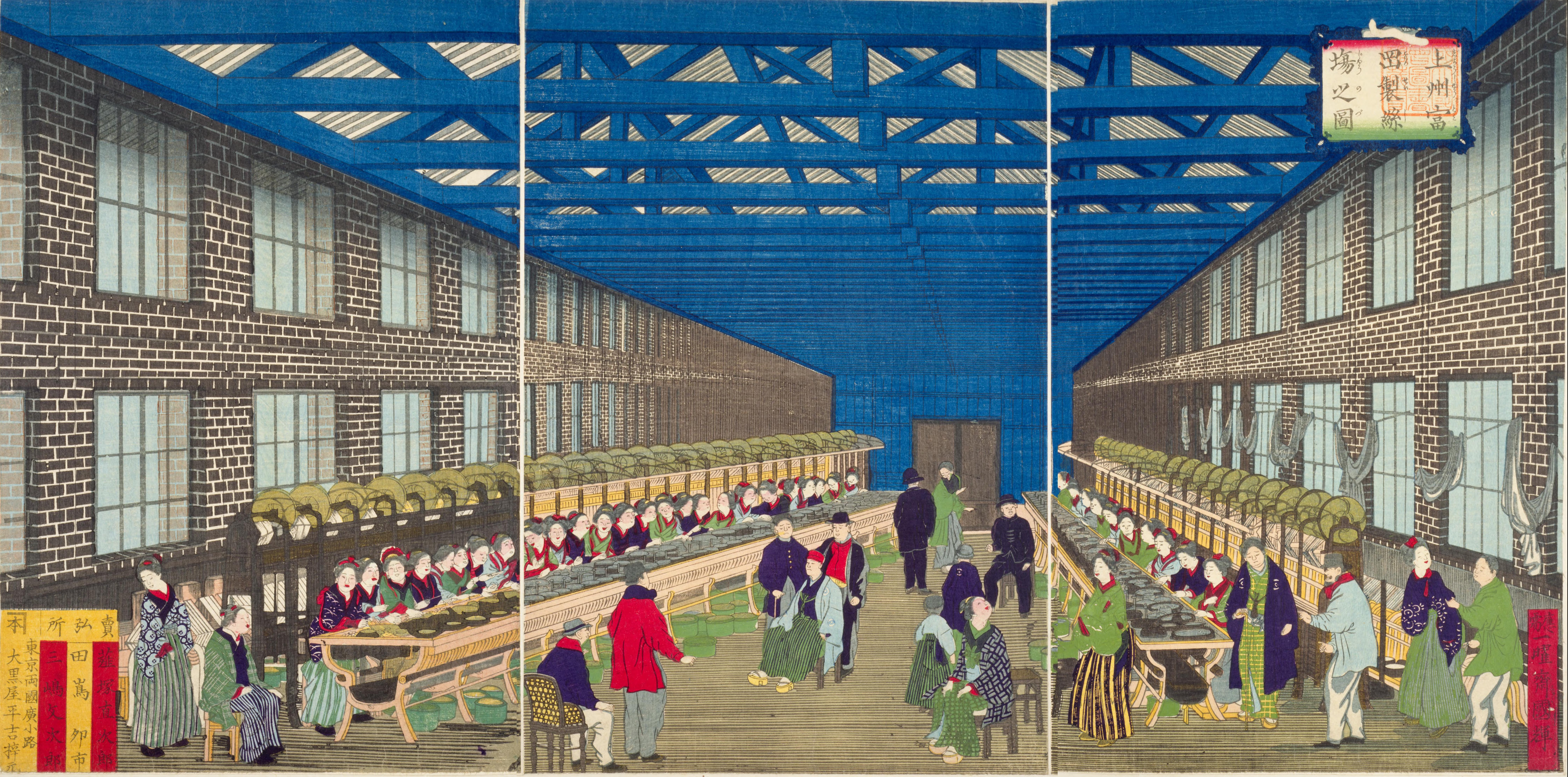
Utagawa Kuniteru II, Ansicht der Seidenspinnerei von Tomioka in der Provinz Jōshū, 1872 (publiziert durch Matsuki Tōkō)

### Als Verleger
- Utagawa Kuniteru II: Ansicht der Seidenspinnerei von Tomioka in der Provinz Jōshū (Jōshū Tomioka seisoku-ba no zu / 上州富岡製糸場之図), 1872, Ōban-Triptychon
- Kobayashi Kiyochika: Bilder berühmter Ansichten Tōkyōs (Tōkyō meisho zu / 東京名所図), 1876–1882, Ōban yoko-e, Soroimono mit 93 Teilen[5]
- Kobayashi Kiyochika: Katze mit Laterne (Neko ni chōchin / 猫に提灯), 1877
- Inoue Yasuji: Ansicht des Flussufers von Kakiurichō[6] (Kakiyasu machikawa-gi no zu / 蠣売町川岸の図), 1881, Ōban yoko-e
- Kobayashi Kiyochika: Kirschblüten bei der Rast (Ryoshuku no hana / 旅宿の花), 1884, Ōban-Triptychon

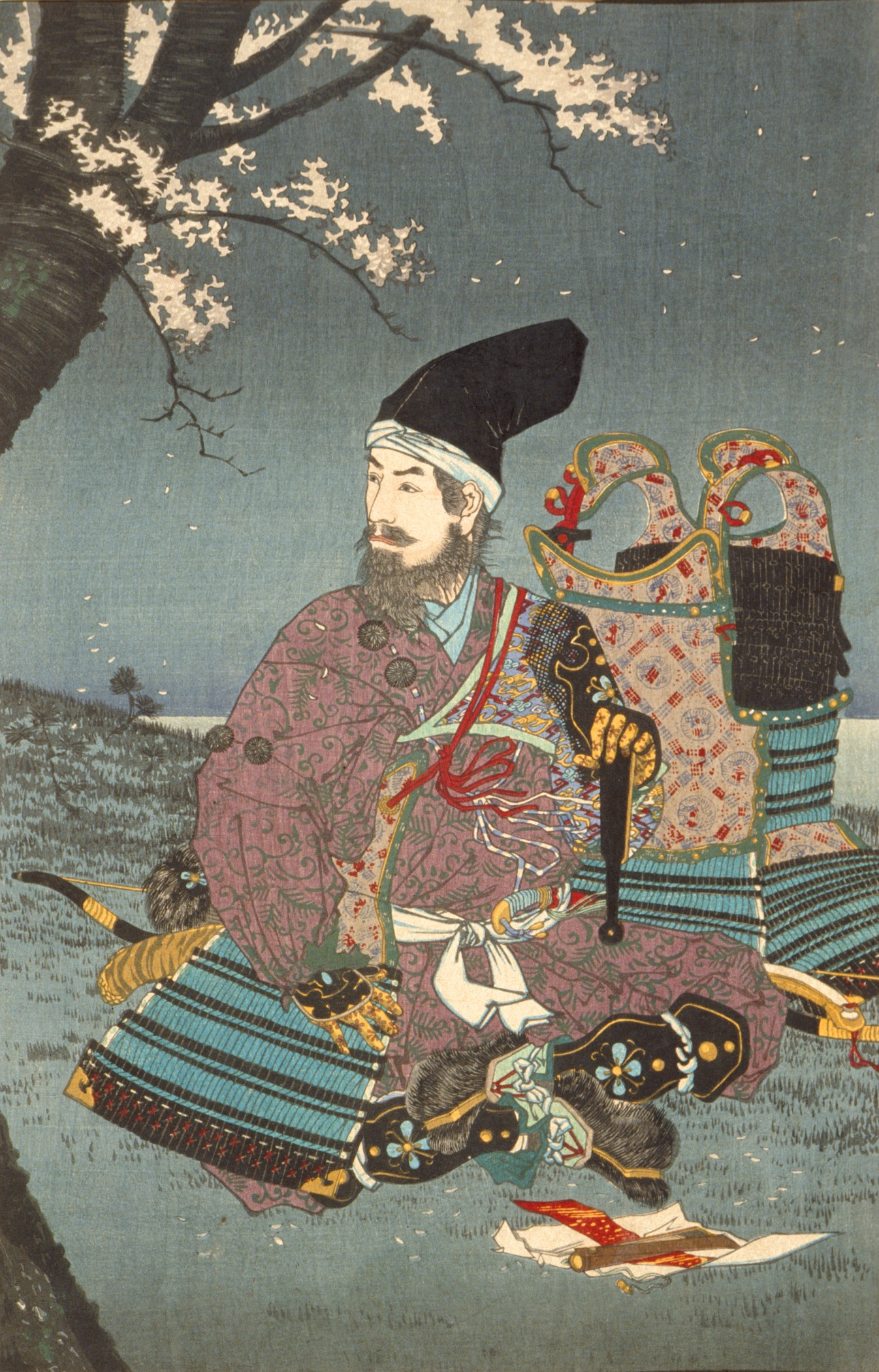
Kobayashi Kiyochika, Kirschblüten bei der Rast, 1884 (Ausschnitt, publiziert durch Matsuki Tōkō)